# Boris Koriecki
Boris Nikołajewicz Koriecki (ros. Борис Николаевич Корецкий, ur. 1 stycznia 1961 w Jamie) – radziecki florecista, złoty medalista olimpijski i trzykrotny medalista mistrzostw świata.
Na igrzyskach olimpijskich w Seulu w 1988 roku reprezentacja ZSRR w składzie: Aleksandr Romankow, Wladimer Apciauri, Ilgar Mamiedow, Anwar Ibragimow i Boris Koriecki zdobyła drużynowo złoty medal. W zawodach indywidualnych zajął szesnaste miejsce. Były to jego jedyne starty olimpijskie.
Podczas mistrzostw świata w Barcelonie w 1985 roku wspólnie z Aleksandrem Romankowem, Wladimerem Apciaurim i Anwarem Ibragimowem zdobył brązowy medal w zawodach drużynowych. W tej samej konkurencji reprezentacja ZSRR z Korieckim w składzie zdobyła również złoty medal podczas mistrzostw świata w Denver (1989) i brązowy na mistrzostwach świata w Lyonie (1990).